# Exoporis
Els exoporis (Exoporia) són un infraordre de lepidoptères primitius del subordre dels glossats (Glossata). Són un grup natural o clade. Els seu grup germà és l'infraordre dels heteroneures (Heteroneura).

## Característiques
Es caracteritzen pel seu aparell reproductor femení únic que té un solc extern entre l'ostium bursae i l'ovípor pel qual l'esperma es transfereix a l'òvul, en lloc de tenir una obertura comuna (cloaca) pels òrgans copuladors i per l'ovipositor (posta d'ous) com en altres no ditrisis, o amb obertures separades enllaçades internament per un conducte seminal com els ditrisis.

## Taxonomia
L'infraordre dels exoporis inclou 636 espècies repartides en sis famílies i dues superfamílies:
Superfamília Mnesarchaeoidea Eyer, 1924
- Família Mnesarchaeidae Eyer, 1924

Superfamília Hepialoidea Stephens, 1829
- Família Palaeosetidae Turner, 1922
- Família Prototheoridae Meyrick, 1917
- Família Neotheoridae Kristensen, 1978
- Família Anomosetidae Tillyard, 1919
- Família Hepialidae Stephens, 1829